# Waipoua totara
Waipoua totara là một loài nhện trong họ Orsolobidae.
Loài này thuộc chi Waipoua. Waipoua totara được Raymond Robert Forster miêu tả năm 1956.